# Ctenoplusia siculifera
Ctenoplusia siculifera là một loài bướm đêm trong họ Noctuidae.